# Mécanisme lambda de Tchebychev

Machine plantigrade de Tchebychev

Mécanisme lambda

Le mécanisme lambda de Tchebychev est un mécanisme à quatre barres qui convertit un mouvement de rotation en mouvement rectiligne approximatif avec approximativement une vitesse constante sur une partie de la trajectoire du point de sortie,.
L'exemple à droite permet durant plus de la moitié du cycle d’avoir une partie quasi linéaire.
Le mécanisme lambda de Tchebychev est une liaison apparentée de la liaison de Tchebychev.
La liaison a d'abord été montrée à Paris lors de l'Exposition universelle de 1878 comme « La machine plantigrade »,.
Le mécanisme lambda de Tchebychev ressemble à la lettre grecque lambda, c’est pourquoi ce mécanisme est également connu sous le nom de mécanisme lambda.